# سندرم دید برفکی
سندرم ویژوال اسنو یا دید برفکی یک اختلال عصبی نه‌چندان رایج است که در آن افراد مبتلا نقاط سفید یا سیاه یا نقاط شفاف را در قسمتی یا کل میدان بینایی خود می‌بینند. این وضعیت به‌طور معمول همیشه وجود دارد و می‌تواند سال‌ها طول بکشد. میگرن و وزوز گوش از بیماری‌های مشترک شایع هستند و معمولاً هر دو در موارد شدیدتر این بیماری وجود دارند.
علت برفک بینایی نامشخص است. اعتقاد بر این است که مکانیسم اصلی شامل تحریک پذیری بیش از حد نورون‌ها در شکنج زبانی راست و لوب قدامی چپ مخچه است. تحقیقات به دلیل مسائل مربوط به شناسایی و تشخیص مبتلایان محدود بوده است. تحقیقات اولیه تصویربرداری عملکرد مغز، نشان می‌دهد که برفک بینایی یک اختلال مغزی است.
هیچ درمان قطعی‌ای برای سندرم دید برفکی وجود ندارد. داروهایی که ممکن است برای درمان این بیماری استفاده شوند عبارتند از: لاموتریژین، استازولامید یا وراپامیل. با این حال، این داروها معمولاً چندان مؤثر واقع نمی‌شوند و مستندات برای استفاده از آنها بسیار محدود است.
مبتلایان اغلب گزارش می‌دهند چیزی شبیه «برفک» می‌بینند که بسیار شبیه نویز بصری یا برفک صفحه تلویزیون است. بسیاری از افراد دچار این سندرم دارای انواع دیگری از اختلال‌های بینایی مانند پراکنده دیدن نور، پس تصویر، مگس‌پران چشم، دیدن رد نور و بسیاری موارد دیگر هستند.

## تشخیص

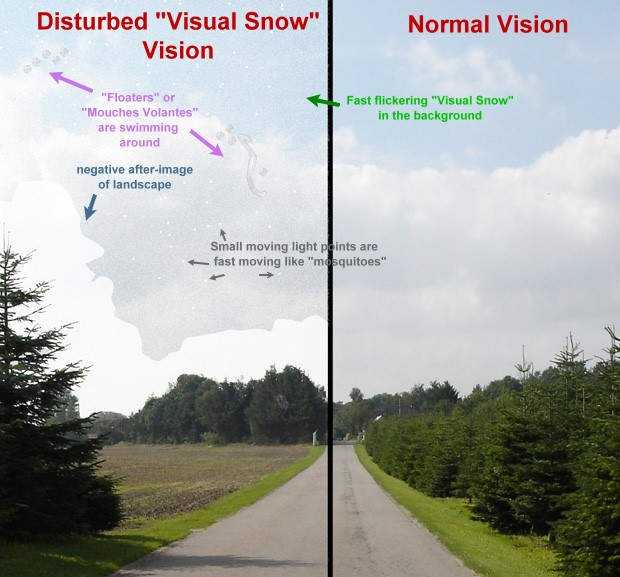
دید واضح در مقابل دید برفکی

سندرم دید برفکی معمولاً با معیارهای پیشنهادی زیر تشخیص داده می‌شود:
- برفک بینایی: نقاط ریز پویا، پیوسته و متحرک در کل میدان بینایی که بیش از سه ماه طول می‌کشد.
  - نقاط معمولاً سیاه/خاکستری روی پس‌زمینه سفید و خاکستری/سفید روی پس‌زمینه سیاه هستند. با این حال، آنها همچنین می‌توانند شفاف، چشمک زن سفید یا رنگی باشند.
- وجود حداقل ۲ علامت بصری اضافی از ۴ دسته زیر:
  - i. پالینوپسیا. حداقل ۱ مورد از موارد زیر: پس تصویر یا دنباله اشیاء متحرک.
  - ii پدیده‌های انتوپتیک شدید شامل حداقل یکی از موارد زیر: مگس‌پران چشم بیش از حد در هر دو چشم، پدیده انتوپتیک نور آبی شدید، خود نوری چشم (فسفن‌ها) و فوتوپسی.
  - III. فوتوفوبیا
  - IV نایکتالوپیا؛ اختلال دید در شب
- علائم با هاله معمولی میگرن یکسان نیست.
- علائم با اختلال‌های دیگر ناشی از (چشم‌پزشکی، سوء مصرف مواد) بهتر توضیح داده نمی‌شوند.
  - نتایج تست‌های معمول چشم‌پزشکی در سندرم دید برفکی نرمال است؛ تست‌هایی مانند حدت بینایی یا وضوح دید، معاینه چشم با باز شدن مردمک‌ها، معاینه میدان بینایی، و الکترورتینوگرام)؛ البته در صورتی که ناشی از مصرف قبلی داروهای روانگردان نباشد.

علائم دیگر و غیردیداری مانند وزوز گوش، فشار گوش یا مه مغزی و موارد دیگر ممکن است وجود داشته باشد که با اسکن PET قابل تشخیص است.
•دوبینی و خشکی چشم.

## بیماری‌های همراه
معمولاً میگرن و میگرن چشمی از بیماری‌های مشترک هستند. با این حال، میگرن همراه با این سندرم، برخی از علائم بصری دیگر و وزوز گوش که در سندرم «دید برفکی» دیده می‌شود را بدتر می‌کند. این ممکن است باعث افزایش مطالعات تحقیقاتی بیماران مبتلا به میگرن شود که به دلیل داشتن علائم شدیدتر، احتمال بیشتری برای شرکت در مطالعه نسبت به افراد بدون میگرن دارند. برخلاف میگرن، به نظر نمی‌رسد که وجود همزمان میگرن چشمی علائم دید برفکی را بدتر کند.
عوارض روانی دید برفکی می‌تواند شامل دگرسان‌بینی خود، دگرسان‌بینی محیط، افسردگی، نورهراسی و خورشیدهراسی در فرد مبتلا باشد.

## علل
علل نامشخص است. اعتقاد بر این است که مکانیسم اصلی شامل تحریک پذیری بیش از حد نورون‌های درون قشر مغز، ویژه شکنج زبانی راست و لوب قدامی مخچه چپ مغز است.
دید برفکی دائم می‌تواند به عنوان یک عامل اصلی برای یک عارضه میگرنی به نام هاله پایدار بدون آنفارکتوس، که معمولاً به عنوان هاله میگرن پایدار (PMA) شناخته می‌شود، به‌شمار بیاید. در سایر اشکال فرعی بالینی، سردرد میگرنی ممکن است وجود نداشته باشد و هاله میگرنی ممکن است شکل معمول طیف تقویتی زیگزاگی (اسکوتوم سوسوزن) را به خود نگیرد، اما با طیف وسیعی از علائم عصبی کانونی ظاهر می‌شود.
دید برفکی به تأثیر مواد روانگردان بر مغز بستگی ندارد. اختلال ادراک پایدار توهم زا (HPPD)، یک بیماری ناشی از مصرف مواد مخدر توهم زا است که گاهی به سندرم دید برفکی ربط داده می‌شود، اما ارتباط دید برفکی به HPPD و علت و شیوع HPPD محل بحث است.
مکانیسم دیگر، دیس ریتمی تالاموکورتیکال مسیر بینایی مشابه وزوز گوش است که یک دیس ریتمی تالاموکورتیکال مسیر شنوایی است.

## تاریخچه بیماری
- در سپتامبر ۲۰۲۱، دو مطالعه[۱۵] تغییرات ماده سفید را در بخش‌هایی از قشر بینایی و خارج از قشر بینایی در بیماران مبتلا به نشانگان دید برفکی نشان دادند.
- در ژوئن ۲۰۲۱، محققان دانشگاه کلرادو شروع به استخدام برای یک کارآزمایی بالینی در مورد تحریک مغناطیسی تَراجمجمه‌ای برای سندرم دید برفکی کردند.
- در ماه مه ۲۰۲۱، محققان دانشگاه زوریخ یک کارآزمایی بالینی در حوزه بازخورد عصبی برای سندرم دید برفکی را اعلام کردند.
- در دسامبر ۲۰۲۰، یک مطالعه افزایش موضعی در پرفیوژن مغزی منطقه ای در بیماران مبتلا به سندرم دید برفکی را نشان داد.
- در می ۲۰۱۵، دید برفکی به عنوان یک پدیده بینایی مداوم پایدار و متمایز از هاله میگرنی در مطالعه‌ای توسط اسچنکین و گودسپای توصیف شد.[۱۶]

## درمان‌ها
رفع دید برفکی با درمان دشوار است، اما کاهش علائم و بهبود کیفیت زندگی از طریق درمان، هم در مورد سندرم و هم بیماری‌های همراه آن امکان‌پذیر است. داروهایی که ممکن است مورد استفاده قرار گیرند شامل لاموتریژین، استازولامید یا وراپامیل هستند، اما اینها همیشه فوایدی به همراه ندارند. از سال ۲۰۲۱، دو آزمایش بالینی در حال انجام با استفاده از تحریک مغناطیسی ترانس کرانیال و نوروفیدبک برای دید برفکی انجام شده است.